# МИТОС (футбольный клуб)
«МИТОС» (или «Митос») — российский футбольный клуб из Новочеркасска Ростовской области.
До 2009 года участвовал в любительских и региональных соревнованиях. В 2009 году занял 3 место в зоне «Юг» ЛФЛ. В сезоне-2010 включён в состав первенства второго дивизиона, зона «Юг».

## История
Клуб был создан Александром Андрющенко, основателем группы компаний «МИТОС».
ФК «МИТОС» начал свой путь к статусу профессионального футбольного клуба с дебюта в первой лиге Ростовской области в 2008 году.
Без единого поражения клуб вышел в финальный этап Первой лиги РО и в итоговой турнирной таблице занял второе место, всего одно очко уступив лидеру.
В сезоне-2009 МИТОС играл в зоне «Юг» ЛФЛ.
В 2009 году Андрющенко учредил некоммерческую организацию «Детско-юношеская спортивная школа «Футбольный клуб „Митос“»». Фактически школа занятий с детьми не проводила. В июле 2018 года над Андрющенко был начал судебный процесс. По версии следствия, он попросил у ГАУ «Государственная экспертиза проектной документации и результатов инженерных изысканий» оказать ей благотворительную помощь. Выделенные ему 18 млн рублей Андрющенко якобы потратил на нужды подконтрольных ему фирм.
В сезоне 2013/14 клуб добился своего лучшего результата в Кубках России, дойдя до 1/32 финала, где проиграл белгородскому «Салюту».
В 2016 году клуб прекратил своё существование.
8 апреля 2017 года РФС исключил ФК «МИТОС» из своих рядов.

## Участие в трансферных сделках клубов Премьер-лиги
Весной 2011 года состоялся переход футболистов московского «Спартака» Максима Григорьева и Дмитрия Маляки в «Ростов» через «МИТОС» («МИТОС» сразу отдал их в аренду «Ростову», футболисты не сыграли за «МИТОС» ни одного матча), при этом возникли вопросы к срокам заключения сделок. «Спартак» остался недоволен суммой компенсации за игроков, а московский «Локомотив» пострадал от Григорьева, который в первом своём матче за «Ростов» в матче с «Локомотивом» вышел на замену и забил гол, отобрав у железнодорожников два очка.
См. Скандал с дозаявкой Григорьева за «Ростов».

## Цвета клуба
| Основной  | Гостевой |
| Оранжевый | Белый    |

## Достижения
- Победитель Осеннего турнира на Кубок «МИТОС» по футболу (6): 1999, 2001, 2003, 2004, 2007, 2008.
- Второй призёр турнира «Черноморская осень»: 2007.
- Второй призёр первенства Ростовской области среди команд первой лиги: 2008.
- Второй призёр Кубка Кавминвод: 2009.
- Третий призёр зонального турнира первенства России ЛФЛ: 2009.
- Третий призёр турнира «АВМ-Спорт»: 2007.

## Статистика выступлений

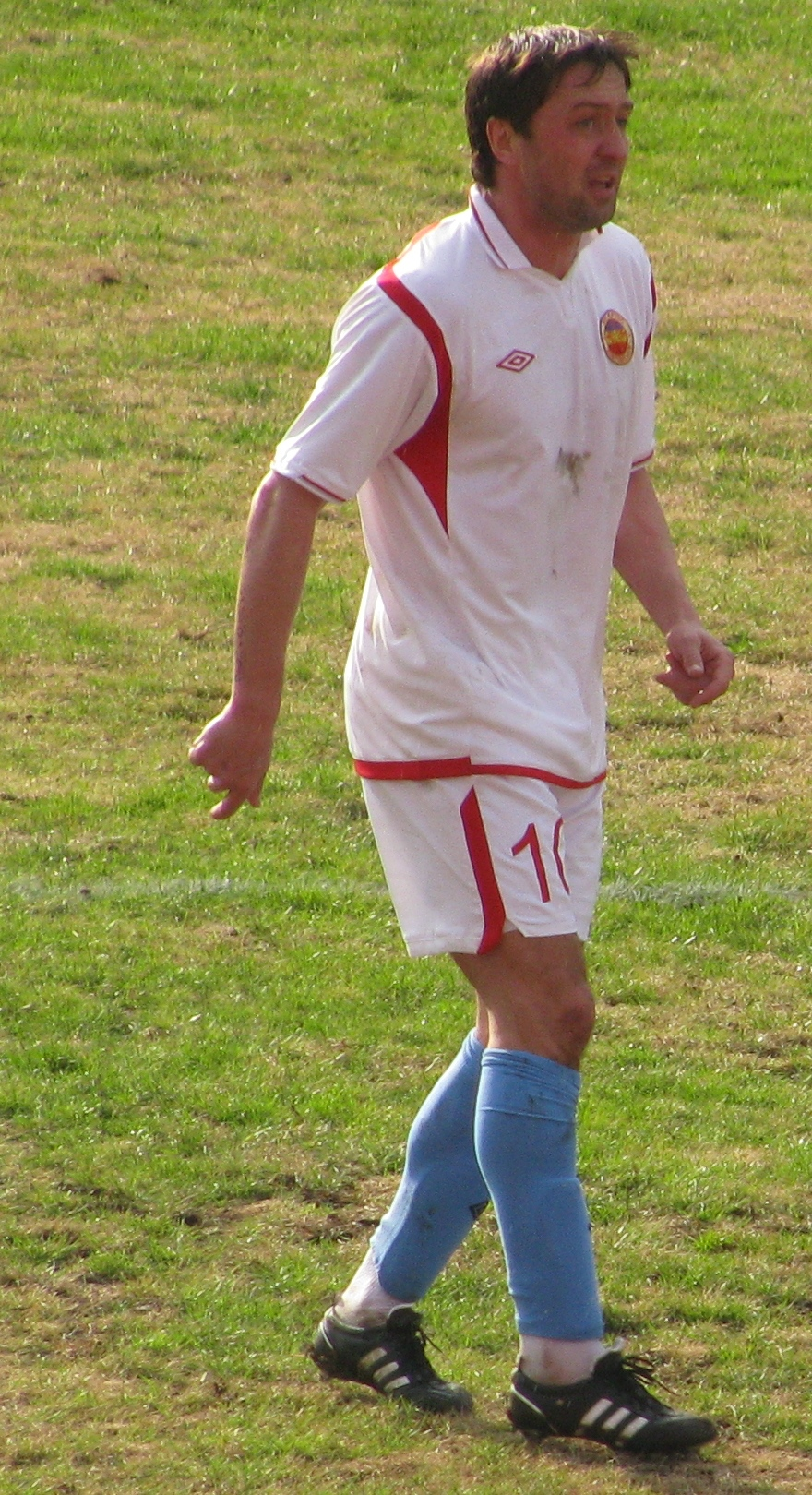
Михаил Осинов в составе ФК «МИТОС»

| Сезон   | Лига                                       | Место | Кубок | Примечания           |
| ------- | ------------------------------------------ | ----- | ----- | -------------------- |
| 2008    | Первенство Ростовской области, Первая лига | 2     | —     | Выход в ЛФЛ          |
| 2009    | ЛФЛ России, зона «ЮФО»                     | 3     | —     | Получил лицензию ПФЛ |
| 2010    | Второй дивизион, зона «Юг»                 | 8     | 1/256 |                      |
| 2011/12 | Второй дивизион, зона «Юг»                 | 9     | 1/256 |                      |
| 2012/13 | Второй дивизион, зона «Юг»                 | 9     | 1/256 |                      |
| 2013/14 | Второй дивизион, зона «Юг»                 | 6     | 1/32  |                      |
| 2014/15 | Второй дивизион, зона «Юг»                 | 6     | 1/128 |                      |